# 喬人傑
喬人傑（1740年—1804年），字漢三，號蔭堂，山西徐溝縣（今屬清徐縣）郝村人，清朝政治人物。乾隆舉人，歷任知縣、道員等職，官至湖北按察使。英國馬戛爾尼使團訪華期間，時任天津道道員的喬人傑曾全程陪同數月之久。

## 生平

### 入仕
喬人傑自幼家貧，勤奮讀書，十九歲成為秀才。乾隆三十年（1765年）參加乙酉科鄉試，考中舉人。此後會試不第。擔任景山官學教習。乾隆四十一年（1776年）以知縣用，籤掣直隸，授順德府廣宗縣知縣。次年調宣化府宣化縣。乾隆四十六年（1781年），任順天府大興縣知縣，次年奉委在京辦理鄉場事宜。以捕盜著稱一時。乾隆四十八年（1783年），特擢順天府南路同知，因事降四級調用。同年捐復四級，留在順天府委用。

### 知府
乾隆四十九年（1784年），出官安徽鳳陽府知府。乾隆五十二年（1787年），調任安徽安慶府知府，先後護理廬鳳道、寧池太廣道。乾隆五十四年（1789年），擢江西督粮道，因丁父憂去職。

### 道員

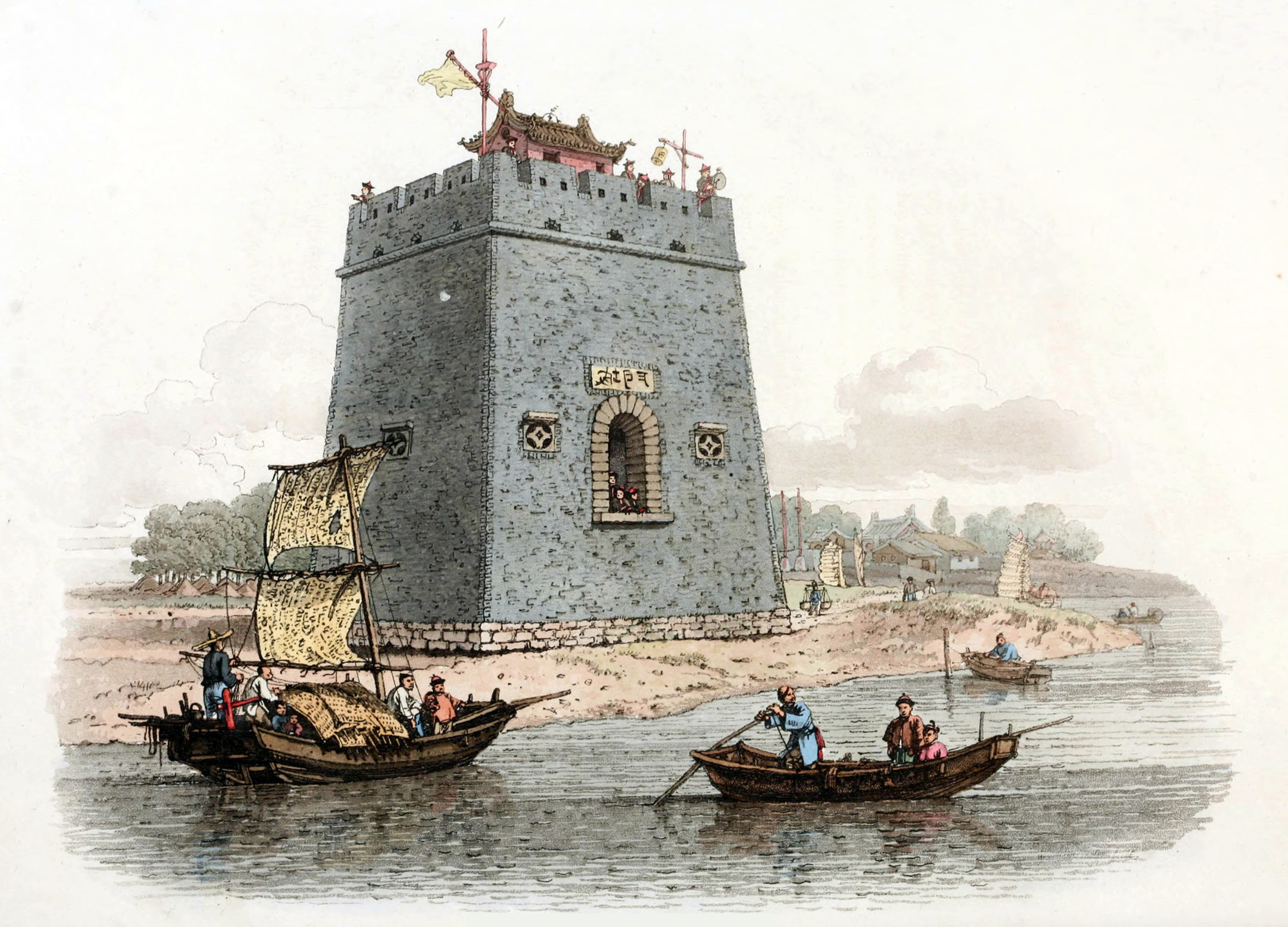
馬戛爾尼使團描繪的天津附近的海河景象

乾隆五十五年（1790年），署直隸天津道，乾隆五十七年（1792年）實授。乾隆五十八年（1793年），英國馬戛爾尼（George Macartney）訪華使團在天津大沽登陸。六月二十二日（7月29日），負責接待的欽差鹽政徵瑞委派喬人傑與通州協副將王文雄前往迎接，且送去大量食物酒水。此後，二人全程陪同使團入都，并隨同侍郎松筠等，一直護送至英人離開廣東。英国使团的画家威廉·亚历山大为其绘制了全身像，在欧洲多国出版。
乾隆五十九年（1794年），永定河決口，喬人傑調任永定河道，治水有功，加按察使銜。嘉慶四年（1799年），調清河道。同年因事革去頂戴，隨即賞還。

### 臬臺
嘉慶五年（1800年），署直隸按察使。次年調福建按察使，整頓吏治，核查冤獄。嘉慶七年（1802年），轉任湖北按察使，平息蒲圻民變。喬人傑晚年積勞，罹患風疾，嘉慶九年（1804年），準備入京覲見時，病發去世，年六十五歲。

## 身後
喬人傑身後入祀天津名宦祠，在福建期間善政亦為人記述。光緒《補修徐溝縣志》及民國《徐溝縣志》皆有傳。嘉慶二十一年（1816年），英國派遣阿美士德率團訪華，從天津登陸，尚有參加前次訪問的隨員打聽喬人傑的情況。道光年間，有西路同知竇喬林亦善於捕盜，俗諺於是有“前喬後竇，群盗奔走”之說。

## 著作
喬人傑任同知期間，曾校補刊刻清初詩人吳雯詩集，采入《四庫全書》。所著有捕盗、救荒，治河等政書，皆已散佚。其工書法，有采諸家之長，行書《與二兄大人書》，下筆清峻流畅，綿里藏針。

## 家族
喬人傑有子喬邦哲、喬邦憲。孫喬松年，道光進士，官至河道總督，贈太子少保。曾孫喬聯寶。

### 書目
- 《中國第一歷史檔案館藏：清代官員履歷檔案全編》
- 《中央研究院歷史語言研究所內閣大庫檔案》
- 《國立故宮博物院圖書文獻處清代宮中檔奏摺及軍機處檔摺件》
- 《高宗純皇帝實錄》
- 《清代職官年表》，钱实甫编著，中华书局（北京），1980年7月第1版
- 《清季職官表》，魏秀梅，中央研究院近代史硏究所
- 《補修徐溝縣志》，王勋祥修，秦宪纂，清光绪七年（1883年）刻本
- 《徐溝縣志》，劉文炳纂修，民國三十一年稿本
- 《山西书法通鉴》，柴建国著，山西人民出版社，1999年10月第1版
- 《龍與獅對望的世界——以馬戛爾尼使團訪華後的出版物為例》，黃一農，故宮學術季刊，第21卷第2期
- 《帝国掠影：英国访华使团画笔下的清代中国》，刘璐，中国人民大学出版社（北京），2006年12月版

| 官衔        | 官衔                                                         | 官衔          |
| ----------- | ------------------------------------------------------------ | ------------- |
| 前任： 瞻柱 | 福建按察使 嘉慶六年三月癸未－嘉慶七年七月庚辰 1801年－1802年 | 繼任： 成寧   |
| 前任： 成寧 | 湖北按察使 嘉慶七年七月庚辰－嘉慶九年四月乙酉 1802年－1804年 | 繼任： 胡克家 |